# Una nobile rivoluzione
Pour plus de détails, voir Fiche technique et Distribution.
Una nobile rivoluzione est un documentaire italien réalisé par Simone Cangelosi, sorti en 2014. Le film a été présenté en compétition au 32e Festival du film de Turin.

## Synopsis
Le film est un documentaire sur la vie de Marcella Di Folco, actrice sous son identité masculine dans le cinéma italien des années 1960 et 1970, interprète du prince Humbert II dans Amarcord de Federico Fellini et plus tard leader du mouvement LGBT italien, morte en septembre 2010. Le film raconte la vie de Marcella Di Folco depuis sa naissance : ses années romaines, son travail au Piper, sa rencontre avec Federico Fellini puis le changement de sexe et sa nouvelle vie à Bologne, son l'engagement politique comme leader du Movimento Identità Trans et plus généralement du mouvement LGBT italien. Le film utilise la voix de Marcella Di Folco, ses interviews et ses moments intimes et familiaux, à travers le mélange de documents d’archives amateurs et de matériel que le réalisateur a tourné à la suite de la mort de Di Folco avec des parents et amis.

## Fiche technique
- Titre original : Una nobile rivoluzione
- Réalisation : Simone Cangelosi
- Scénario : Simone Cangelosi et Roberto Nisi
- Photographie : Debora Vrizzi
- Son : Mirko Fabbri
- Montage : Fabio Bianchini et Pepegna
- Production : Luca Buelli, Simone Cangelosi et Claudio Giapponesi
- Société de production : Kiné
- Pays d’origine :  Italie
- Langue originale : italien
- Format : couleur
- Genre : documentaire
- Durée : 83 minutes
- Dates de sortie : novembre 2014 (Italie)

## Sortie
Le film a été présenté en compétition au 32e Festival du film de Turin.
En 2024 le film a été inclus par le conservateur Marco Scotini dans son projet Disobedience Archive et présenté avec des œuvres  de 38 autres réalisateurs ou collectifs, dont Carole Roussopoulos, Želimir Žilnik, Barbara Hammer lors de la 60e édition de la Biennale de Venise d'art, Stranieri Ovunque-Foreigners Everywhere, à l'invitation par le directeur Adriano Pedrosa.

## Récompense
- Festival MIX Milano (it) de 2015 : mention spéciale, catégorie documentaires.